# モイリイリ

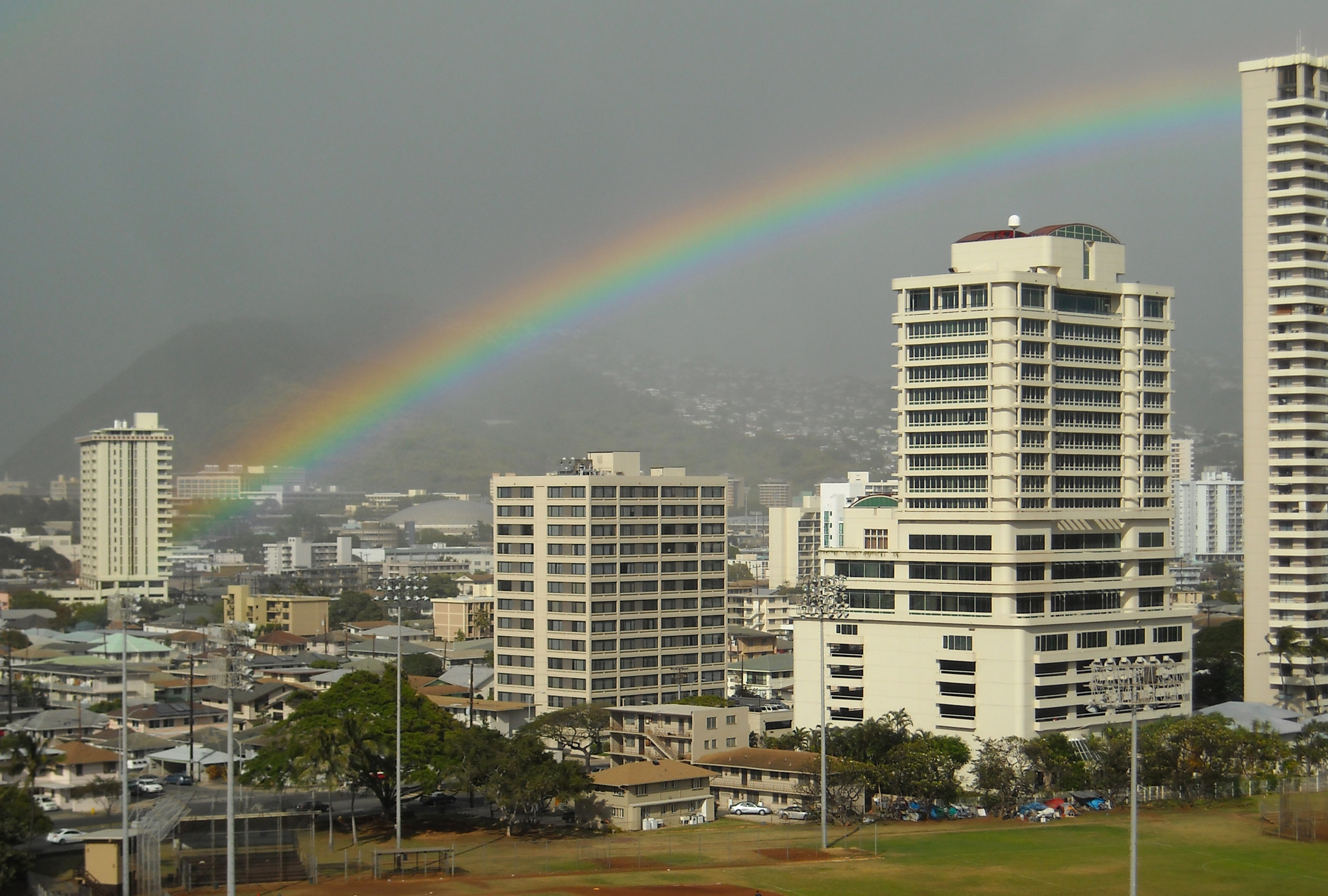
モイリイリにかかる虹

モイリイリ（ハワイ語: Mōʻiliʻili）はハワイ州オアフ島にあるホノルル市郡のホノルルCDPにある地域である。「モイリイリ」という名前はハワイ語で「小石のトカゲ」（Pebble Lizzard）を意味する。
サウス・キング通りとユニバーシティ通りが交わる付近にある商業区域はハワイ大学マノア校（以後「UHマノア」と表記）から最も近いものである州間高速道路ハワイ1号線（以後「H-1フリーウェイ」と表記）はUHマノアと商業区域の間に位置する。

## 歴史

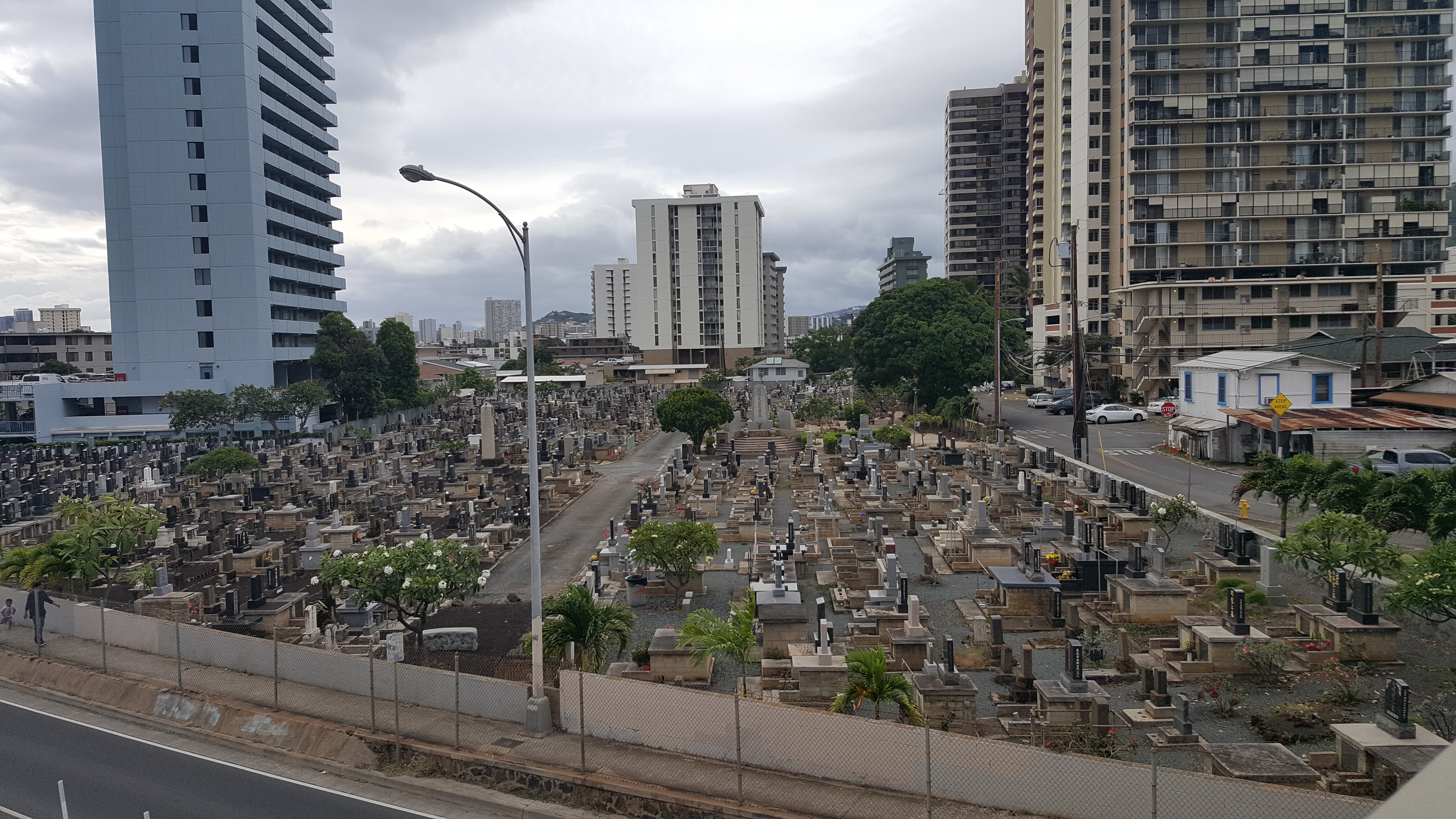
モイリイリの日本人共同墓地

20世紀はじめに、この地域は農業中心の町から都会へと変化を遂げた。1930年時点のアメリカ合衆国国勢調査で、モイリイリの人口の80％は日系人であった。H-1フリーウェイの開発が、かつてモイリイリの商業を支えた商業交通を遮断した。
2007年までの40年の間、当地域のいくらかのメンバーはモイリイリを大学町として開発しようと考えていた。2002年ごろにはハワイ大学システムの総長エヴァン・ドベル（Evan Dobelle）は大学町の開発の優先順位を上げると発言した。彼はまた、ハワイ大学システムの事務局をUHマノアからモイリイリに移すというアイデアについて議論した。2007年にはカメハメハ・スクールが映画館チェーンのパシフィック・シアターズから1.7エーカー(0.69ヘクタール)の土地を購入した。当地にはかつて「ヴァーシティ・シアター」（Varsity Theatre）という映画館があり、土地はその映画館とオフィスビル（Varsity Office Building）を含むものであった。その後、モイリイリにおけるカメハメハ・スクールの所有地は11.4エーカー (4.6ヘクタール)まで拡大された。その多くはサウス・キング通りやユニバーシティ通りに面していた。

## 地域の説明
小さいローカルなコミュニティは花屋、輸入品店、民族的な食料品店、サーフギア店や洋服店といった多くのスモール・ビジネスで構成されており、小さいコミュニティの中心部はユニバーシティ通りとサウス・キング通りの中心に位置している北緯21度17分30秒 西経157度49分19秒 / 北緯21.29167度 西経157.82194度座標: 北緯21度17分30秒 西経157度49分19秒 / 北緯21.29167度 西経157.82194度。
また、サウス・キング通りとユニバーシティ通りの交差点の真下には「モイリイリ・カルスト」（Moiliili Karst）という複雑な洞窟系が位置している。もともとこの地下水流はマノア川（Manoa stream）に由来するものだが、流れが変更されている。自然の池が形成され、有名なレストランであるウィロウズ（Willows）はこの自然現象の中心に位置している。しかしながら、UHマノアの競技場と周辺のビジネスによって地下水脈の破壊と流れの変更が発生し、人々は池をセメントで固めて人工の池にせざるを得なくなった。この洞穴系には数種類の魚や植物が生息している。この鍾乳洞は洞窟探検家には公開されておらず、下水人道口によってのみ到達できる。

## 地域ネットワーク
2009年5月に「モイリイリ・マターズ」（Mōʻiliʻili Matters）という地域ベースのSNSが公式に開始された。その初代メンバーはキャロル・フクナガ（州評議会）、スコット・サイキ（州下院議長）、スコット・ニシモト（州下院議員）、ロン・ロックウッドといった多くの地域や企業のリーダーたちによって占められていた。
ホノルル・ウィークリー誌はモイリイリ・マターズを見落とされがちな地域での「マイト・モー」（"The Might Mo': An often-overlooked neighborhood."）と呼んだ。
モイリイリの抱える問題の一つがごみの違法投棄であった。モイリイリ・マターズは問題を探し、また地域の利害関係者と協力する上で積極的な役割を果たした。違法投棄に関する話し合いを観察したうえで、モイリイリ・マターズの創業者たちは問題を解決するために、地域で最大の地権者であるカメハメハ・スクールと協力した。協力によって粗大ごみの回収日とガイドラインを知らせるポストカードが作られ、15000世帯に郵送された。
協力の結果、モイリイリ・マターズはメディアの注意を引いた。2009年9月27日にホノルル・アドバタイザー紙が「Web site aims to unite Moʻiliʻili」という記事を掲載した。その数日後、ホノルル・スター・ブリテンの記者であるジュン・ワタナベもまたチームの努力について書いた。地元テレビ局KHON-TVのレポーターであるカーク・マシューも「Be Green 2」という番組の「Partnering to clean up city sidewalks」というコーナーのために、カメハメハ・スクールのスポークスパーソンであるケコア・ポールセンと創業者デレク・カウアノエにインタビューを行った。
ホノルル市長ムフィ・ハンネマン（Mufi Hannemann）が粗大ごみの不法投棄をオーナーを罰する法案を発表した後、ホノルル・ウィークリー紙のラグナー・カールソンはモイリイリ・マターズについて再び編集記に簡潔に書き、モイリイリ・マターズが不法投棄問題を改善したと認めた。
2010年に4月13日にモイリイリ・マターズは議会候補者による議論の場を招いた。2010年2月28日に下院議員のニール・アバクロンビーが辞職し、早期に空席が生じたためである。14人の候補者が立候補したが、エド・ケース、チャールズ・ジョウ、コリーン・ハナブサが先行していると認識された。デレク・カウナオエが調停役を務めた。

## 輸送
このエリアはホノルル市のTheBusの運行エリアである。

## 教育
ハワイ州教育省が公立校を運営している。

## 公園とレクリエーション
ホノルル市郡が「モイリイリ・ネイバーフッド・パーク」を運営している。
当地域にはモイリイリ・コミュニティーセンターがある。このセンターは1950年ごろに設置された。この施設は1906年にカシワバラ・シキとキハチによって設立された日本語学校「モイリイリ日本語学校」に由来する。第二次大戦前のピーク時には1000人以上の生徒を抱えていた。戦時中の接収を防ぐため、日本人でない人々は委員の地位を日本人以外に譲り、ボーイスカウトを学校の建物の一つに動かした。1945年に「モイリイリ地域協会」（The Moiliili Community Association）は学校の土地と資産を受け取り、それがコミュニティセンター設立につながった。1996年にコミュニティセンターは660人の子供たちと約600人の各年代の大人に向けてプログラムを提供した。